# Итальянско-сан-маринские отношения
Итальянско-санмаринские отношения — двусторонние дипломатические отношения между Италией и Сан-Марино. Протяжённость государственной границы между странами составляет 37 км.

## История
Сан-Марино не вошло в состав Италии во время процесса Рисорджименто и в 1862 году заключило с ней договор о добром соседстве и торговый трактат. В настоящее время Италия является основным торговым партнером Республики Сан-Марино. По географическим, историческим и культурным причинам у Сан-Марино с Италией существует самая широкая и развитая система взаимоотношений среди всех стран мира. Отношения между двумя государствами характеризуются большим количеством подписанных межправительственных соглашений по самым различным вопросам, от экономических и финансовых, до связанных с культурой, образованием, безопасностью. В 1939 году была подписана Конвенция о дружбе и добрососедстве, что представляет собой ещё действующее рамочное соглашение, которое определило основные принципы сотрудничества между двумя странами.

## Дипломатические представительства
- У Италии есть посольство в Сан-Марино[3].
- Сан-Марино имеет посольство в Риме[4].